# Мятеж Фудзивара-но Хироцугу
Мятеж Фудзивара-но Хироцугу — восстание японского аристократа Фудзивара-но Хироцугу на острове Кюсю, которое произошло в 740 году в период Нара. Было подавлено, Фудзивара был казнён. Единственный источник, рассказывающий о мятеже, — «Сёку нихонги».

## Восстание
В 730-х годах политическое влияние клана Фудзивара, связанного близким родством с императорским домом, практически сошло на нет. При дворе усилились незнатные сановники Киби-но Макиби, Татибана-но Мороэ, буддийский монах Гэнбо. Фудзивара-но Хироцугу, известный воин и поэт, возглавлявший клан «сикикэ», открыто выступил против Гэнбо и Макиби. Тогда его назначили заместителем управителя Дадзайфу на Кюсю, что означало почётную ссылку (738 год).
Должность управителя тогда была вакантной, так что Хироцугу сосредоточил в своих руках большую власть. В 740 году он направил императору докладную записку, в которой перечислил все бедствия, обрушившиеся на Ямато в последние годы (в их числе была опустошительная эпидемия оспы), и потребовал отставки Макиби и Гэнбо. Через четыре дня после отправки письма Хироцугу поднял мятеж. Центральные власти направили против него 17-тысячную армию, собранную по всем провинциям. После двух месяцев боёв мятежники были разбиты, Фудзивара-но Хироцугу попытался бежать в Силла, но попал в плен и был обезглавлен.
Когда в 746 году Гэнбо скоропостижно умер, это объяснили происками духа Хироцугу, стремившегося отомстить.